# Adesmus sexguttatus
Adesmus sexguttatus es una especie de escarabajo longicornio del género Adesmus, categorizada en la tribu Hemilophini, de la subfamilia Lamiinae. Fue descrita por Lucas en 1859.

## Descripción
Mide 7-9 mm de longitud.

## Distribución
Se distribuye por América del Sur: Argentina y Brasil.